# Alu Asani Kabina
Alu Asani Kabina, né à Kisangani le 13 mai en 1965,  est un homme politique de la République démocratique du Congo et député national, élu de la circonscription de Banalia dans la province de la Tshopo.

## Biographie
Alu Asani Kabina est né à Kisangani le 13 mai 1965.

## Député
En décembre 2018, il est élu député national dans la circonscription électorale Banalia dans la province de la Tshopo.
Il est président du groupement parlementaire AFDC-A.